# Campionat del Món d'atletisme de 1983 - 100 metres masculins
Els 100 metres masculins al Campionat del Món d'atletisme de 1983 van tenir lloc a l'estadi Olímpic de Hèlsinki els dies 7 i 8 d'agost.
Un mes abans de la competició, l'atleta estatunidenc Calvin Smith havia batut el rècord del món, vigent des de feia quinze anys. Malgrat això, Carl Lewis va ser el guanyador de la prova. Va ser la primera de les seves vuit medalles d'or a uns Campionats del Món.

## Medallistes
| Or     | Carl Lewis Estats Units (USA)   |
| Argent | Calvin Smith Estats Units (USA) |
| Bronze | Emmit King Estats Units (USA)   |

## Rècords
| Rècords abans del Campionat del Món d'atletisme de 1983     | Rècords abans del Campionat del Món d'atletisme de 1983 | Rècords abans del Campionat del Món d'atletisme de 1983 | Rècords abans del Campionat del Món d'atletisme de 1983 | Rècords abans del Campionat del Món d'atletisme de 1983 |
| ----------------------------------------------------------- | ------------------------------------------------------- | ------------------------------------------------------- | ------------------------------------------------------- | ------------------------------------------------------- |
| Rècord del Món                                              | Calvin Smith (USA)                                      | 9.93                                                    | 3 de juliol de 1983                                     | Colorado Springs, Estats Units                          |
| Rècord del Campionat                                        | Nova prova                                              | Nova prova                                              | Nova prova                                              | Nova prova                                              |
| Rècords establerts al Campionat del Món d'atletisme de 1983 |                                                         |                                                         |                                                         |                                                         |
| Rècord del Campionat                                        | Carl Lewis (USA)                                        | 10.07                                                   | 8 d'agost de 1983                                       | Hèlsinki, Finlàndia                                     |

## Resultats

### Sèries classificatòries
Les sèries van tenir lloc el 8 d'agost. Els tres primers de cada sèries i els cinc millors temps es classificaven per als quarts de final.
| Pos. | Atleta                     | Temps      |
| ---- | -------------------------- | ---------- |
| 1.   | Luke Watson (GBR)          | 10.64 (CR) |
| 2.   | Valentin Atanasov (BUL)    | 10.66      |
| 3.   | Lester Benjamin (ATG)      | 10.76      |
| 4.   | Mohamed Yudi Purnomo (INA) | 10.76      |
| 5.   | Thurston Ross (TRI)        | 11.08      |
| 6.   | Peni Bati (FIJ)            | 11.11      |
|      | Sukru Caprazli (TUR)       | DNS        |

| Pos. | Atleta                  | Temps      |
| ---- | ----------------------- | ---------- |
| 1.   | Juan Núñez (DOM)        | 10.38 (CR) |
| 2.   | Innocent Egbunike (NGR) | 10.44      |
| 3.   | Ben Johnson (CAN)       | 10.45      |
| 4.   | Everard Samuels (JAM)   | 10.57      |
| 5.   | Oumar Fye (GAM)         | 10.76      |
| 6.   | Chian-Shin Hwang (TPE)  | 10.82      |
| 7.   | John Albertie (LCA)     | 10.90      |
| 8.   | Joske Teabuge (NRU)     | 12.20      |

| Pos. | Atleta                       | Temps      |
| ---- | ---------------------------- | ---------- |
| 1.   | Carl Lewis (USA)             | 10.34 (CR) |
| 2.   | Cameron Sharp (GBR)          | 10.44      |
| 3.   | Osvaldo Lara (CUB)           | 10.47      |
| 4.   | Earl Haley (GUY)             | 10.77      |
| 5.   | Earle Laing (JAM)            | 10.91      |
| 6.   | Pit Rapuan (MAS)             | 11.03      |
| 7.   | Vicente Daniel Ibrahim (MOZ) | 11.20      |

| Pos. | Atleta                | Temps      |
| ---- | --------------------- | ---------- |
| 1.   | Desai Williams (CAN)  | 10.31 (CR) |
| 2.   | Paul Narracott (AUS)  | 10.38      |
| 3.   | Frank Emmelmann (GDR) | 10.40      |
| 4.   | Jouko Hassi (FIN)     | 10.58      |
| 5.   | Gregory Simons (BER)  | 10.78      |
| 6.   | Moussa Savadogo (MLI) | 10.88      |
| 7.   | Alan Zammit (MLT)     | 11.25      |
| 8.   | José Flores (HON)     | 11.31      |

| Pos. | Atleta                  | Temps      |
| ---- | ----------------------- | ---------- |
| 1.   | Calvin Smith (USA)      | 10.30 (CR) |
| 2.   | Ferenc Kiss (HUN)       | 10.45      |
| 3.   | Marian Woronin (POL)    | 10.50      |
| 4.   | Robson da Silva (BRA)   | 10.51      |
| 5.   | Joseph Leota (WSM)      | 10.92      |
| 6.   | Georges Taniel (VAN)    | 11.02      |
| 7.   | Nguyen Truong Hoa (VIE) | 11.16      |

| Pos. | Atleta                      | Temps |
| ---- | --------------------------- | ----- |
| 1.   | Pierfrancesco Pavoni (ITA)  | 10.33 |
| 2.   | Emmit King (USA)            | 10.41 |
| 3.   | Thomas Schröder (GDR)       | 10.41 |
| 4.   | Gerrard Keating (AUS)       | 10.57 |
| 5.   | Kosmas Stratos (GRE)        | 10.65 |
| 6.   | Christopher Madzokere (ZIM) | 10.84 |
| 7.   | Rubén Inácio (ANG)          | 10.92 |

| Pos. | Atleta                         | Temps |
| ---- | ------------------------------ | ----- |
| 1.   | Allan Wells (GBR)              | 10.37 |
| 2.   | Christian Haas (FRG)           | 10.39 |
| 3.   | Chidi Imoh (NGR)               | 10.55 |
| 4.   | Nikolay Sidorov (URS)          | 10.59 |
| 5.   | Wilfredo Almonte (DOM)         | 10.72 |
| 6.   | Giorgio Mautiño Batuello (PER) | 10.85 |
| 7.   | Banana Jarjue (GAM)            | 11.04 |
| 8.   | Trevor Davis (AIA)             | 11.53 |

| Pos. | Atleta                       | Temps      |
| ---- | ---------------------------- | ---------- |
| 1.   | Raymond Stewart (JAM)        | 10.22 (CR) |
| 2.   | Christopher Brathwaite (TRI) | 10.33      |
| 3.   | Ernest Obeng (GHA)           | 10.35      |
| 4.   | István Tatár (HUN)           | 10.45      |
| 5.   | Harouna Pale (Upper Volta)   | 10.58      |
| 6.   | Neville Hodge (ISV)          | 10.59      |
| 7.   | Laoui Adnan Abou (JOR)       | 11.17      |

| Pos. | Atleta                      | Temps |
| ---- | --------------------------- | ----- |
| 1.   | Leandro Peñalver (CUB)      | 10.24 |
| 2.   | Tony Sharpe (CAN)           | 10.31 |
| 3.   | Viktor Bryzgin (URS)        | 10.33 |
| 4.   | Antoine Richard (FRA)       | 10.34 |
| 5.   | Suchart Chairsuvaparb (THA) | 10.63 |
| 6.   | Jean-Yves Mallat (LIB)      | 11.04 |
| 7.   | Mohamad Ismail Bakaki (AFG) | 12.33 |
|      | Kuo-Sheng Lee (TPE)         | DNS   |

AR Rècord del continent | CR Rècord del campionat | NR Rècord nacional | OR Rècord olímpic | PB/PR Millor marca personal/Rècord personal 
 SB Millor marca personal de la temporada | WL Millor marca mundial de l'any | WR Rècord del món

### Quarts de final
Els quarts de final van tenir lloc el 7 d'agost. va haver quatre sèries. Els quatre primers de cada sèrie es classificaven per a les semifinals.
| Pos. | Atleta                  | Temps |
| ---- | ----------------------- | ----- |
| 1.   | Calvin Smith (USA)      | 10.27 |
| 2.   | Tony Sharpe (CAN)       | 10.36 |
| 3.   | Paul Narracott (AUS)    | 10.37 |
| 4.   | Thomas Schröder (GDR)   | 10.45 |
| 5.   | Ernest Obeng (GHA)      | 10.51 |
| 6.   | Innocent Egbunike (NGR) | 10.52 |
| 7.   | Luke Watson (GBR)       | 10.57 |
| 8.   | Everard Samuels (JAM)   | 10.65 |

| Pos. | Atleta                       | Temps      |
| ---- | ---------------------------- | ---------- |
| 1.   | Carl Lewis (USA)             | 10.20 (CR) |
| 2.   | Raymond Stewart (JAM)        | 10.37      |
| 3.   | Cameron Sharp (GBR)          | 10.41      |
| 4.   | Frank Emmelmann (GDR)        | 10.46      |
| 5.   | Christopher Brathwaite (TRI) | 10.57      |
| 6.   | Robson da Silva (BRA)        | 10.66      |
| 7.   | Marian Woronin (POL)         | 10.72      |
| 8.   | Lester Benjamin (ATG)        | 10.86      |

| Pos. | Atleta                | Temps |
| ---- | --------------------- | ----- |
| 1.   | Desai Williams (CAN)  | 10.31 |
| 2.   | Allan Wells (GBR)     | 10.37 |
| 3.   | Juan Núñez (DOM)      | 10.39 |
| 4.   | Osvaldo Lara (CUB)    | 10.44 |
| 5.   | Chidi Imoh (NGR)      | 10.45 |
| 6.   | Viktor Bryzgin (URS)  | 10.55 |
| 7.   | Gerrard Keating (AUS) | 10.59 |
| 8.   | István Tatár (HUN)    | 10.65 |

| Pos. | Atleta                     | Temps |
| ---- | -------------------------- | ----- |
| 1.   | Emmit King (USA)           | 10.30 |
| 2.   | Christian Haas (FRG)       | 10.36 |
| 3.   | Leandro Peñalver (CUB)     | 10.38 |
| 4.   | Ben Johnson (CAN)          | 10.40 |
| 5.   | Pierfrancesco Pavoni (ITA) | 10.44 |
| 6.   | Antoine Richard (FRA)      | 10.44 |
| 7.   | Ferenc Kiss (HUN)          | 10.53 |
| 8.   | Valentin Atanasov (BUL)    | 10.63 |

AR Rècord del continent | CR Rècord del campionat | NR Rècord nacional | OR Rècord olímpic | PB/PR Millor marca personal/Rècord personal 
 SB Millor marca personal de la temporada | WL Millor marca mundial de l'any | WR Rècord del món

### Semifinals
Les semifinals van tenir lloc el 8 d'agost. Els quatre primers atletes de cadascuna de les dues sèries avançaven a la final.
| Pos. | Atleta                 | Temps |
| ---- | ---------------------- | ----- |
| 1.   | Calvin Smith (USA)     | 10.22 |
| 2.   | Allan Wells (GBR)      | 10.35 |
| 3.   | Juan Núñez (DOM)       | 10.36 |
| 4.   | Emmit King (USA)       | 10.36 |
| 5.   | Frank Emmelmann (GDR)  | 10.40 |
| 6.   | Ben Johnson (CAN)      | 10.44 |
| 7.   | Tony Sharpe (CAN)      | 10.44 |
| 8.   | Leandro Peñalver (CUB) | 10.47 |

| Pos. | Atleta                | Temps |
| ---- | --------------------- | ----- |
| 1.   | Carl Lewis (USA)      | 10.28 |
| 2.   | Paul Narracott (AUS)  | 10.38 |
| 3.   | Desai Williams (CAN)  | 10.39 |
| 4.   | Christian Haas (FRG)  | 10.39 |
| 5.   | Raymond Stewart (JAM) | 10.40 |
| 6.   | Cameron Sharp (GBR)   | 10.43 |
| 7.   | Osvaldo Lara (CUB)    | 10.46 |
| 8.   | Thomas Schröder (GDR) | 10.52 |

AR Rècord del continent | CR Rècord del campionat | NR Rècord nacional | OR Rècord olímpic | PB/PR Millor marca personal/Rècord personal 
 SB Millor marca personal de la temporada | WL Millor marca mundial de l'any | WR Rècord del món

### Final
La final va tenir lloc el 8 d'agost. El vent va ser de -0,3 m/s.
| Pos.              | Atleta               | Temps | Notes |
| ----------------- | -------------------- | ----- | ----- |
| Medalla d'or      | Carl Lewis (USA)     | 10.07 | CR    |
| Medalla de plata  | Calvin Smith (USA)   | 10.21 |       |
| Medalla de bronze | Emmit King (USA)     | 10.24 |       |
| 4.                | Allan Wells (GBR)    | 10.27 |       |
| 5.                | Juan Núñez (DOM)     | 10.29 |       |
| 6.                | Christian Haas (FRG) | 10.32 |       |
| 7.                | Paul Narracott (AUS) | 10.33 |       |
| 8.                | Desai Williams (CAN) | 10.36 |       |

AR Rècord del continent | CR Rècord del campionat | NR Rècord nacional | OR Rècord olímpic | PB/PR Millor marca personal/Rècord personal 
 SB Millor marca personal de la temporada | WL Millor marca mundial de l'any | WR Rècord del món